# 8441 Лаппоніка
8441 Лаппоніка (8441 Lapponica) — астероїд головного поясу, відкритий 16 жовтня 1977 року.
Тіссеранів параметр щодо Юпітера — 3,656.